# Palácio Arcebispal de Teresina
Residência Episcopal ou Arquiepiscopal de Teresina é a residência ou local de trabalho do arcebispo, título hierárquico da Igreja Católica conferido a alguns bispos.

## História
A residência oficial dos bispos de Teresina, Estado do Piauí, que data de 1925, foi projetada por um arquiteto austríaco e construída em estilo eclético.
Fica na Avenida Frei Serafim nº 1693 e nela reside, atualmente, o Arcebispo Dom Juarez Sousa da Silva. Ali se tomam as principais decisões religiosas da Arquidiocese de Teresina.[carece de fontes?]